# Петко Каравелов (площад в Копривщица)
Площад „Петко Каравелов“ е площад в Копривщица, на който са разположени редица от обществените и административни сгради на града. Наименуван е на бележития копривщенски общественик Петко Каравелов.
Площад „Петко Каравелов“ е оформен в съвременният си вид по време на втория кметски мандат на Драгоя Татарлиев (1981 – 1985), като паметника на Антон Иванов заема центално място пред сградата на общинската администрация. По същото време е устроено и пространството пред ПТТ станцията, Народното читалище „Хаджи Ненчо Д. Палавеев“ и двора на Старото училище „Св. св. Кирил и Методий“ с намиращия се там Войнишки паметник. Сградата на читалището е обърната към площада с южната си страна и с помещенията ма Младежкия дом, дарен на културният институт след промените от 1990 г. от Общината.
След Освобождението през 1878 г. по инициатива на Петър Жилков училището в Копривщица отново е отворено. По решение на Министерството на народното просвещение копривщенското училище прераства в полугимназия. В 1889 година Копривщенското училищно настоятелство и общинският съвет решават да построят ново училищно здание, защото построеното в 1858 г. здание за мъжко училище става тясно за учениците от първоначалното и класното училище, а зданието, в което се помещава девическото училище е грохнало. Добрите, съзнателните членове на абаджийския еснаф се притичат и тук на помощ – те даряват за постройката на новото училищно здание всичкия си еснафски капитал, възлизащ на 16,000 лева готови пари, записи, консолиди и недвижими имоти. Така за целта е построена с помощта на дарения от Ненчо Палавеев (1859 – 1936) и женското благотворително дружество „Благовещение“, нова, модерна сграда, която приема първия си випуск през 1895 г. От 1976 г., след преместването на обединените оснновно училище „Св. св. Кирил и Методий“, гимназия „Любен Каравелов“ и прилежащиото и климатично училище в новата, построена специално за целта, в тази сграда там се помещават ОбНС и кмета на града.

## Галерия
- Чешма пред пощата
- Резбованият таван на пощата
- Гимназията в Копривщица
- Ритуалната зала на ОбНС
- Читалището с Младежкия дом
- Цицелкова къща
- Паметник на Антон Иванов
- Войнишкият паметник